# ۱۴۵۳ (میلادی)
۱۴۵۳ (میلادی) هزار و چهارصد و پنجاه و سومین سال تقویم میلادی است.

## رویدادها
- ۲۹ مه - سقوط و تصرف قسطنطنیه توسط ترکان عثمانی به فرماندهی سلطان محمد دوم فاتح و کشته‌شدن کنستانتین یازدهم، آخرین امپراتور بیزانس در نبرد با آنان.

## زادگان
- ؟ - آلفونسو د آلبوکرک، سرهنگ مشهور نیروی دریایی کشور پرتغال.

## درگذشتگان
- ۲۹ مه - کنستانتین یازدهم، آخرین امپراتور بیزانس
- ۲۰ ژوئیه – آنگران دو مونستروله، نویسنده و تاریخ‌نگار فرانسوی